# 王預
王預（1423年—？），字立誠，河南南陽府汝州人，明朝政治人物。進士出身。

## 生平
景泰元年（1450年）庚午科河南鄉試第八十七名。天順元年（1457年）丁丑科會試第二百三十五名，殿試登進士第三甲第十六名。

## 家族
曾祖父王本深。祖父王慶遠。父亲王思齊。